# Horacio d’Almeida
Horacio d’Almeida (Lomé Togo, 11 de junho de 1988) é um voleibolista profissional francês, jogador posição central, representante França. Desde a temporada 2019/2020 é jogador do clube Nancy VB.

## Títulos
Clubes
Copa da França:
- 2011

Campeonato Francês:
- 2012
- 2011

Supercopa Espanhola:
- 2013

Campeonato Espanhol:
- 2014[2]

Seleção principal
Jogos do Mediterrâneo:
- 2013

Liga Mundial de Voleibol:
- 2016